# 2046 (phim)
2046 là một bộ phim của đạo diễn Vương Gia Vệ quay tại Thượng Hải năm 2004. Bộ phim được xem như phần tiếp theo của Tâm trạng khi yêu (In the Mood for Love) khi nhà văn Chu từ Singapore trở lại Hồng Kông. 2046 là bộ phim thành công nhất tại giải thưởng Điện ảnh Hồng Kông năm 2005 với 6 giải bao gồm các hạng mục chính như Nam và Nữ diễn viên xuất sắc nhất. Cùng năm đó, bộ phim đã được đề cử tại Liên hoan phim Cannes và đoạt rất nhiều giải thưởng điện ảnh uy tín của Mỹ và châu Âu như giải Phim nước ngoài hay nhất tại Giải thưởng của Hội phê bình phim New York (New York Film Critics Circle Awards), giải thưởng của Viện Hàn lâm Phim châu Âu (European Film Academy), Liên hoan phim quốc tế San Sebastián (Festival Internacional de Cine de San Sebastián). Với vai diễn nhà văn Chu, Lương Triều Vỹ lần thứ 5 chiến thắng giải Nam diễn viên chính xuất sắc nhất tại giải Kim Tượng còn Chương Tử Di lần đầu tiên được trao giải Nữ diễn viên xuất sắc tại giải thưởng này.

## Câu chuyện
Năm 1966, Chu từ Singapore trở lại Hồng Kông. Anh viết bài cho một tờ báo để kiếm sống. Buổi tối giáng sinh 24 tháng 12 năm 1966, Chu gặp lại một người bạn cũ - Lulu, trong một hộp đêm. Lulu uống quá say và Chu đưa cô ta về nhà, căn phòng cô trọ số 2046.
Hôm sau khi Chu trở lại khách sạn để trả chìa khóa thì ông chủ nói rằng không có ai tên Lulu ở đó. Chu quyết định trọ lại khách sạn và lấy căn phòng 2047. Anh biết rằng hôm trước người bạn trai của Lulu đã giết cô ta trong phòng 2046 vì ghen tuông. Phòng 2046 có một người khách mới, Bội Linh...

## Nhân vật
- Lương Triều Vĩ thủ vai nhà văn Chu Mộ Vân. Từng là nhân vật chính trong Tâm trạng khi yêu, Chu Mộ Vân trong 2046 vừa là nhân vật chính, vừa là người kể chuyện và cũng là người tưởng tượng ra những cảnh tương lai của thành phố 2046.
- Củng Lợi thủ vai Tô Lệ Trân. Trùng tên với người yêu của Chu Mộ Vân trong Tâm trạng khi yêu, Tô Lệ Trân là một tay bạc sành sỏi, cô đã giúp Chu gỡ lại được tiền để từ Singapore quay trở về Hồng Kông. Tuy nhiên vì còn vương vấn với quá khứ, Tô Lệ Trân đã không thể tìm tới Chu Mộ Vân theo tiếng gọi tình cảm của mình.
- Vương Phi thủ vai Vương Tĩnh Văn. Tĩnh Văn là con gái đầu của chủ nhân Oriental Hotel nơi Chu Mộ Vận sống và làm việc. Cô yêu tha thiết một thanh niên Nhật Bản nhưng cuộc tình của hai người bị ngăn trở vì bố của Tĩnh Văn không muốn cô cưới một người Nhật. Để át đi những lời mắng mỏ con gái, ông chủ khách sạn thường bật rất to những bản opera của Vincenzo Bellini. Vương Tĩnh Văn cũng chính là nghệ danh cũ của Vương Phi. Vương Phi còn thủ vai người máy trên chuyến tàu tương lai.
- Kimura Takuya thủ vai chàng thanh niên Nhật, người yêu của Vương Tĩnh Văn. Trong thành phố 2046 ở tương lai Kimura còn thủ vai Taku, người tìm về căn phòng 2046 với hi vọng được thấy người yêu đang chờ mình ở đó. Kimura là người duy nhất trở về từ căn phòng, trong chuyến tàu quay lại thành phố anh đã đem lòng yêu cô người máy do Vương Phi đóng, bất chấp lời cảnh báo của người chủ tàu.
- Chương Tử Di thủ vai Bạch Linh. Bạch Linh là người khách mới trọ ở căn phòng 2046 sau khi Lu Lu bị giết. Là một cô gái làm việc ở phòng trà, Bạch Linh cũng đem lòng yêu tha thiết Chu Mộ Vân tuy vậy cô đã không thể khiến Chu từ bỏ quá khứ để sống với mình.
- Lưu Gia Linh thủ vai Lu Lu (Mi Mi). Lu Lu là người quen của Chu Mộ Vân từ ngày anh còn ở Singapore. Cô bị một nhạc công giết chết ngay tại căn phòng 2046 vì ghen tuông. Ở phần cuối phim Mộ Vân lại gặp lại Lu Lu vẫn với dáng vẻ ngày nào. Đây là vai diễn tiếp nối vai diễn mà Lưu Gia Linh đã đóng trong A Phi chính truyện. Lưu Gia Linh còn thủ vai người máy trên chuyến tàu tương lai.
- Trương Chấn thủ vai nhạc công, người đã giết Lu Lu tại căn phòng 2046 vì ghen tuông. Trong chuyến tàu tương lai Trương Chấn thủ vai một người máy đem lòng yêu cô người máy do Lưu Gia Linh đóng.
- Trương Mạn Ngọc thủ vai Tô Lệ Trân. Tô Lệ Trân là người yêu của Chu Mộ Vân trong Tâm trạng khi yêu. Hình ảnh Tô Lệ Trân trong 2046 chỉ xuất hiện thoảng qua trong ký ức của Chu.
- Đổng Khiết thủ vai Vương Khiết Văn. Khiết Văn là con gái thứ của chủ nhân Oriental Hotel. Trái ngược với chị gái, cô sẵn sàng bỏ nhà ra đi theo tiếng gọi của tình yêu.
- Thongchai McIntyre thủ vai Bird, người sắp xếp cho Taku tìm đến căn phòng 2046.

## Âm nhạc
- Shigeru Umebayashi – "2046 Main Theme", "2046 Main Theme (Rumba Version)", "Interlude I" (scenes 29, 38), "Polonaise", "Lost", "Long Journey", "Interlude II"
- Peer Raben – "Dark Chariot"
- Xavier Cugat – "Siboney", "Perfidia"
- Dean Martin – "Sway"
- Georges Delerue – "Julien et Barbara" trích từ Vivement Dimanche! (1983) của François Truffaut
- Connie Francis – "Siboney"
- Vincenzo Bellini và Felice Romani – "Casta Diva" trích từ Norma của Bellini, trình bày bởi Angela Gheorghiu và Dàn nhạc giao hưởng Luân Đôn, chỉ huy Evelino Pido
- Zbigniew Preisner – "Decision" trích từ The Decalogue của Krzysztof Kieślowski
- Secret Garden – "Adagio"
- Nat King Cole và Nat King Cole Trio – "The Christmas Song"